# 先斗町歌舞練場
先斗町歌舞練場（ぽんとちょうかぶれんじょう）は、1927年（昭和2年）3月に竣工した京都府京都市中京区橋下町130にある先斗町のランドマークとなっている歌舞練場。

## 歴史
1902年（明治35年）6月、平安奠都千百年を記念して木造の初代先斗町歌舞練場が竣工した。
1925年（大正14年）には2代目先斗町歌舞練場の建設に着工し、1927年（昭和2年）3月に竣工した。設計は大林組の木村得三郎であり、木村は大阪松竹座なども手掛けて劇場建築の名手と謳われた建築家である。当時は「東洋趣味を加味した近代建築」と賞賛された。
戦後には進駐軍によって接収されたが、1953年（昭和28年）8月に新装開館した。2011年（平成23年）には京都の近代建築を考える会によって「市民が選ぶ文化財」に選ばれた。

## 建築
鉄筋コンクリート造、地上4階・地下1階建て。スクラッチタイルや泰山タイルが用いられた近代建築である。屋根には中国の舞楽面を型取った鬼瓦が守り神として据えてある。

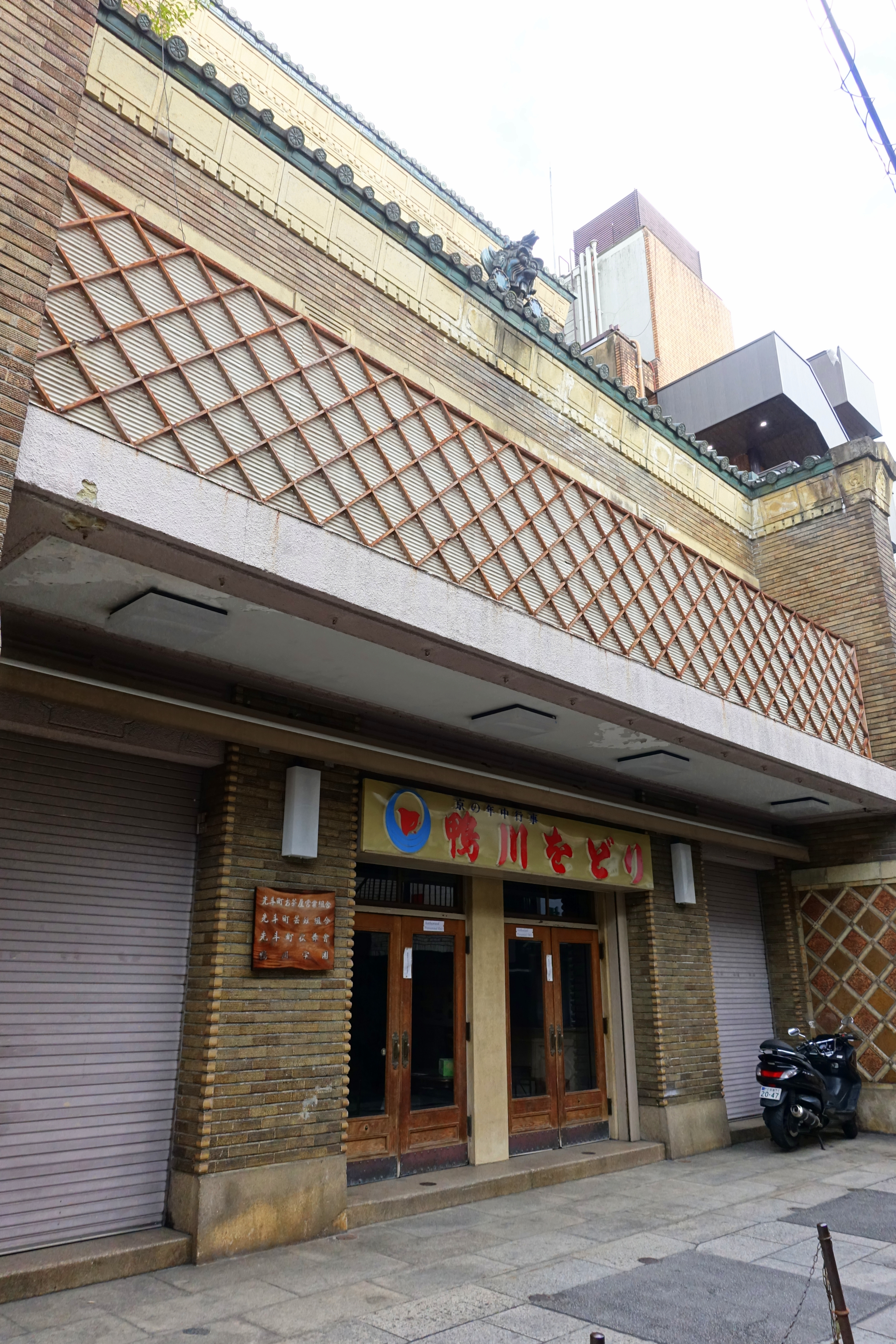
入口
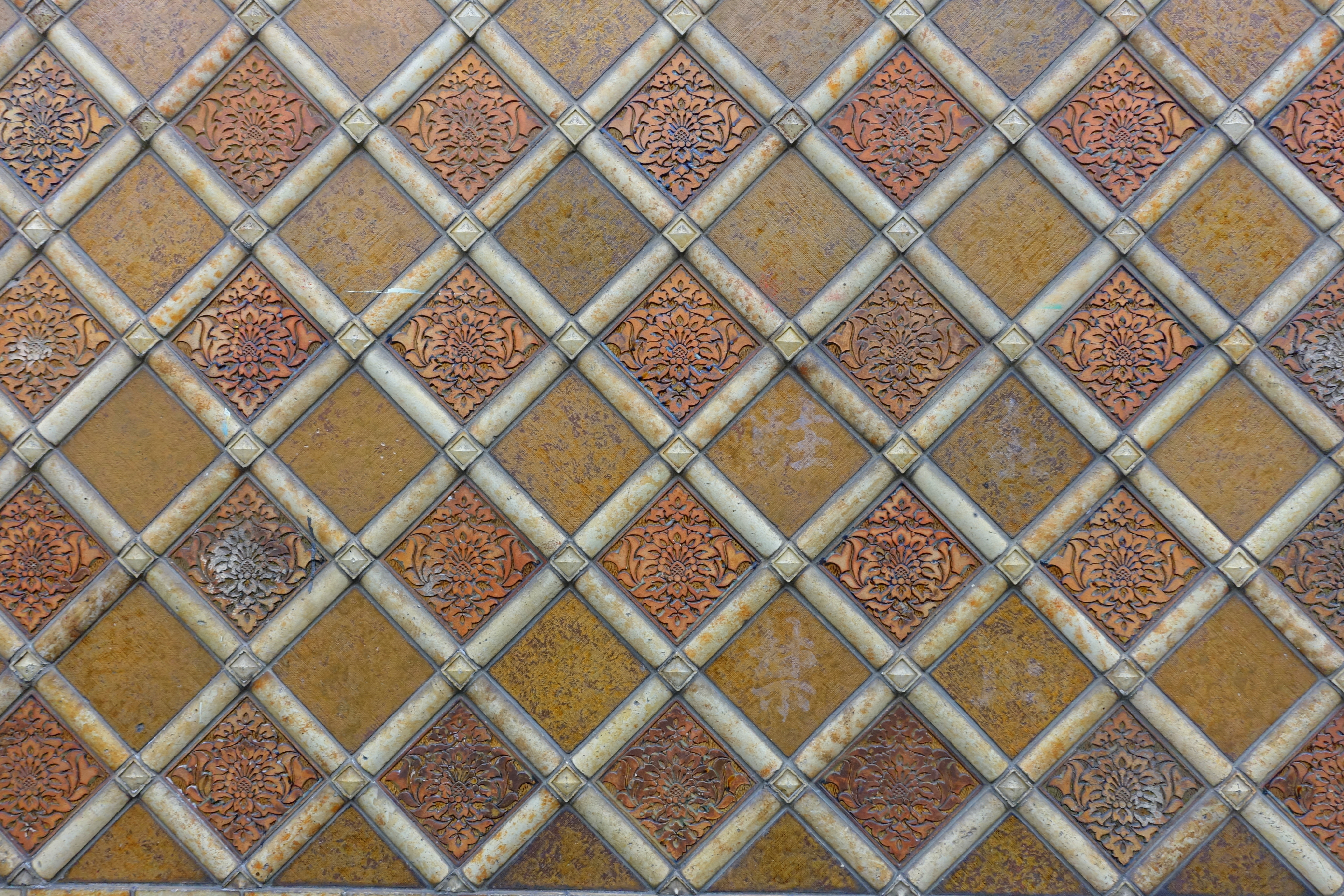
外壁

## 利用
鴨川をどりや水明会の会場となっている。邦楽邦舞の発表会、講演会、展示会など幅広く一般の利用が可能。
2016年（平成28年）には改修中であった南座の代わりとして、先斗町歌舞練場にて「京の年中行事當る酉歳吉例顔見世興行東西合同大歌舞伎五代目 中村雀右衛門襲名披露」の公演が行われた。